# Lentiscosa
Lentiscosa è una frazione del comune di Camerota, in provincia di Salerno, situata nel Parco nazionale del Cilento e Vallo di Diano.

## Storia
Prende il nome del Lentisco (arbusto molto diffuso in paese).
La presenza di un vicino porto naturale non poteva sfuggire ai naviganti che percorrevano il basso Tirreno da e per Roma. Non solo, sono presenti anche resti molto, molto più antichi presenti sul territorio: essi risalgono al Paleolitico inferiore, rappresentati da amigdale grezze. È inoltre rappresentato anche il Bronzo Appenninico in due località. Già a partire dall’anno mille era presente un insediamento nel porto naturale degli Infreschi. La nascita dell’attuale centro abitato è stata una conseguenza dovuta dell’attacco dei corsari capitanati da Dragut.
I corsari uccisero molte famiglie (fiamme) e le poche restanti riuscirono a fuggire nelle zone interne, dove fondarono il paese.

## Geografia fisica
Situata sulle colline del Cilento meridionale, alle falde del Monte Bulgheria (1244 m) il suo territorio circoscrizionale si estende dal vallone di Marcellino (confine San Giovanni a Piro), lungo il litorale si possono ammirare le bellissime calette del Pozzallo, Cala Bianca e Porto degli Infreschi (un porto naturale particolarizzato da grotte e piccole spiagge), a sud-ovest, le località Piano (oltre 400 metri dal livello del mare), Pietra tagliata fino ad arrivare alle spiagge lato sud. I rilievi più vicini sono "La Vaccuta" (575 m s.l.m.), "Timpa Pistillo" (723 m) e "Serra degli Infreschi" (232 m). 

L'abitato sorge in collina, lungo la SS562, a circa 5 km da Marina di Camerota. Da Camerota capoluogo, vicina in linea d'aria, è collegata tramite vecchio sentiero, ma dista circa 9 km di strada carreggiabile.

## Ambiente naturale
Per il suo contesto ambientale fra mare e montagna, si caratterizza per il borgo antico e le vaste campagne agricole coltivate maggiormente ad olivi. Comprende le spiagge del Pozzallo, le tre spiaggette di Porto Infreschi, Cala Bianca (vincitrice del concorso di Legambiente "la più bella sei tu"), Lentiscelle con annesso sito archeologico (situata al confine col territorio di Marina di Camerota) e Margellina, caletta in comune con Scario.

## Architetture religiose

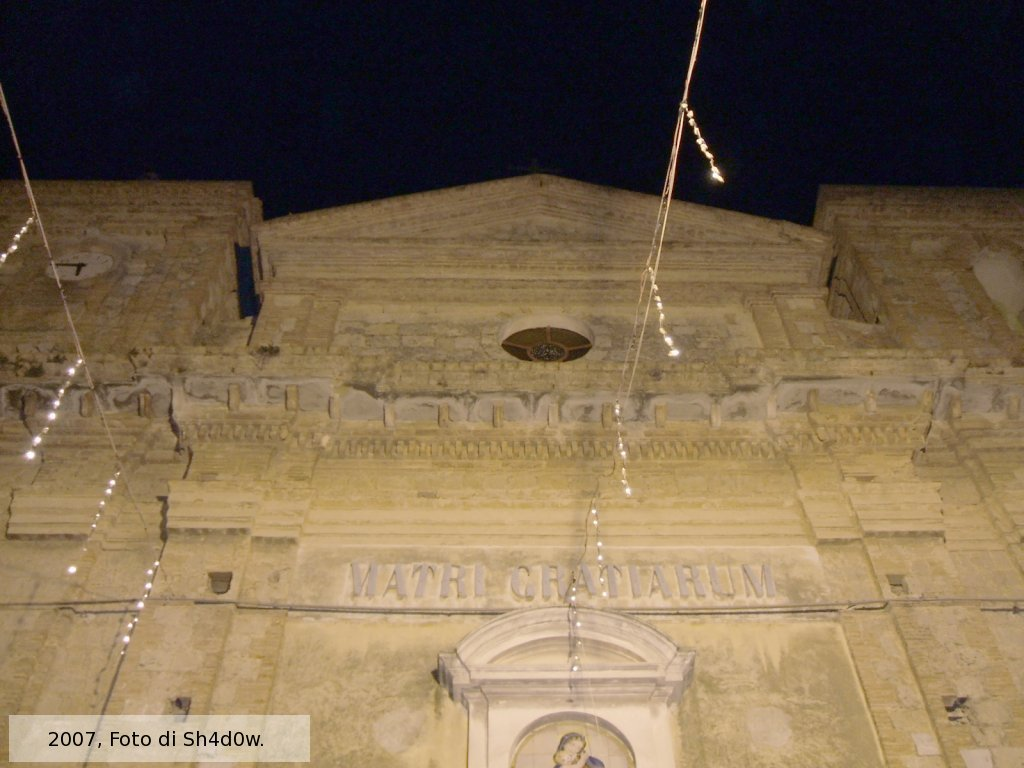
Chiesa di S.Maria delle Grazie

Quella più maestosa è la chiesa di Santa Maria delle Grazie a croce latina. Costruita anteriormente al 1493, infatti in tale data fu ampliata come da contratto registrato in Angelo Gentile "Storia e tradizioni di Santa Rosalia in Lentiscosa" (1983), è giunta fino ai giorni nostri attraverso continui restauri. La cupola è stata recentemente ricoperta con maioliche bicolore seicentesche.

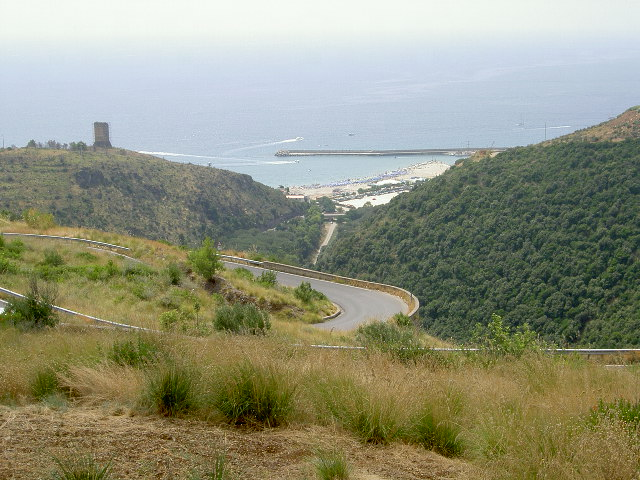
Panorama di Marina di Camerota dalle alture della strada che la collega a Lentiscosa

Più recente (1656) è la chiesa di Santa Rosalia, patrona del centro, eretta sulla collina omonima. Qui ogni anno si svolge una celebrazione in suo onore di quattro giorni, dal 1º al 4 settembre e il 15 luglio. All'interno dell'antico borgo, è situata la piccola e antichissima chiesa di Santa Maria ad Martires, con affreschi bizantini. Verso il borgo antico del paese, è presente la cappella dedicata a Santa Sofia, e fuori del centro esistono altre tre cappelle dedicate a Sant'Antonio, alla Madonna di Piedigrotta e infine a San Lazzaro in contrada Infreschi.
Ne esistevano altre due Santa Maria della Stella e Santa Maria dei Piani, ambedue scomparse, se ne individuano appena i ruderi.